# Chromosom 7

Chromosom 7 – jeden z 23 parzystych ludzkich chromosomów. DNA tworzące chromosom 7 liczy ponad 158 milionów par zasad, co stanowi około 5-5,5% materiału genetycznego człowieka. Liczbę genów mających swoje loci na chromosomie 7 szacuje się na 1 000-1 400.

## Niektóre geny
- ABCA13
- ASL
- CCL24
- CCL26
- CCM2
- CGRP-RCP
- CFTR
- COL1A2
- CYLN2
- DFNA5
- DLD2
- ELN
- FOXP2
- GARS
- GCK
- GTF2I
- GTF2IRD1
- GUSB
- HSPB1
- KCNH2
- KRIT1
- LIMK1
- p47 phox albo NCF1
- PMS2
- RELN
- SBDS
- SLC25A13
- SLC26A4
- TFR2
- TPST1

## Choroby
Niektóre choroby związane z mutacjami w obrębie chromosomu 7:
- mukowiscydoza
- kwasica argininobursztynianowa
- choroba Charcota-Mariego-Tootha
- cytrulinemia
- CAVD
- holoprozencefalia
- zespół Ehlersa-Danlosa
- hemochromatoza
- zespół Lyncha
- lissencefalia
- choroba syropu klonowego
- cukrzyca MODY2
- zespół Slya
- zespół mielodysplastyczny
- osteogenesis imperfecta
- zespół Pendreda
- zespół Romano-Warda
- zespół Shwachmana-Diamonda
- zespół Williamsa.